# Hafir al-Fauka
Hafir al-Fauka (arab. حفير الفوقا) – miejscowość w Syrii, w muhafazie Damaszek. W 2004 roku liczyła 3441 mieszkańców.